# Côte du Combreuil
De Côte du Combreuil is een helling in de Belgische provincie Henegouwen. Vlak bij de top bevindt zich het hellend vlak van Ronquières. Aan de voet van de helling vertrekt in tegenovergestelde richting de meer bekende helling Les Gaudys.

## Wielrennen
De helling is opgenomen in de Cotacol Encyclopedie met de 1.000 zwaarste beklimmingen van België.